# Бадинське сільське поселення
Бади́нське сільське поселення (рос. Бадинское сельское поселение) — сільське поселення у складі Хілоцького району Забайкальського краю Росії.
Адміністративний центр — село Бада.

## Історія
2014 року було утворено 2 нових села: Геологічеська Бада та Колхозна Бада шляхом виділення частин села Бада.

## Населення
Населення сільського поселення становить 4213 осіб (2019; 5164 у 2010, 5927 у 2002).

## Склад
До складу сільського поселення входять:
| Населений пункт          | Населення, осіб (2002) | Населення, осіб (2010) |
| ------------------------ | ---------------------- | ---------------------- |
| Бада, село               | 5382                   | 4687                   |
| Геологічеська Бада, село | -                      | -                      |
| Зурун, село              | 315                    | 275                    |
| Колхозна Бада, село      | -                      | -                      |
| Терепхен, село           | 230                    | 202                    |